# زرناوه پایین
زرناوه پایین (به لاتین: Aşağı Zərnava) یک منطقه مسکونی در جمهوری آذربایجان است که در شهرستان اسماعیل‌لی واقع شده است.